# Прекордијум
Прекордијум или предсрчани регион је део вентралне површине тела који прекрива срце изнад доњег дела грудног коша и стомака и обухвата епигастријум и доњи средњи део грудног коша.

## Анатомија и патофизиологија
Анатомски дефинисано, прекордијум  је подручје предњег зида грудног коша изнад срца, које се у већини случајева налази на левој страни, осим у условима као што је декстрокардија (код које је срце на десној страни) и у таквом случају прекордијум је и на десној страни.

### Релативна срчна тупост
Прекордијум је природно подручје релативне срчане тупости, акустичког феномена који се  добија перкусијом, ударање о зид грудног коша.  Физиолошке граница релативне срчана тупости прекордијума  која је пречника  11-13 цм, су:
| Десно | 1 цм десно од десне ивице грудне кости                |
| Лево  | 1-1,5 цм медијално од леве средње клавикуларне линије |
| Горе  | у 3. интеркосталном (међуребарном) простору           |

Контуре тупости срца које се могу се означити тачкама на телу пацијента, указују на границе прекордијума према истакнутој тупости. Повезујући ове тачке, добијају се контуре релативне тупости.
Границе релативне тупости срца могу зависити од бројних фактора, како екстракардијалних тако и срчаних. На пример, код особа астеничне грађе, због слабог положаја дијафрагме, срце заузима вертикалнији положај (висеће срце) и границе његове релативне тупости су смањене. Исто се примећује када су унутрашњи органи изостављени. Код хиперстеничара, због супротних разлога (виши положај дијафрагме), срце заузима хоризонтални положај и повећавају се границе његове релативне тупости, посебно лево. Током трудноће, надутости, асцитес, границе релативне тупости срца се повећавају.
Померање граница релативне тупости срца, у зависности од величине самог срца, настају првенствено због повећања (проширења) његових шупљина и само донекле због задебљања (хипертрофије) миокарда. Ово се може десити у свим правцима. Међутим, значајно ширење срца и његових шупљина напред омета отпор зида грудног коша и дијафрагме према доле. Стога је проширење срца могуће углавном са леђне стране, нагоре и са стране. Али се перкусијом открива  само ширење срца удесно, горе и лево.
Повећање десне границе релативне тупости срца најчешће се примећује проширењем десне коморе и десне преткомора, што се јавља у случају инсуфицијенције трикуспидног залистка, сужења отвора плућне артерије. Са стенозом левог атриовентрикуларног отвора, граница се помера не само удесно, већ и нагоре.
Померање леве границе релативне тупости срца  углавном се јавља са трајним порастом крвног притиска у системској циркулацији, на пример, са хипертензијом и симптоматском хипертензијом, са оштећењем аортног срца (инсуфицијенција аортног залистка, стеноза ушћа аорте). У случају оштећења аорте, уз померање леве границе релативне тупости срца улево, она се спушта у 6. или 7. интеркостални простор (нарочито код инсуфицијенције аортног залиска). Померање леве границе релативне тупости улево и навише се примећује у одсуству бикуспидног залистка.
Код хиперинфлације, емфизема или тензионог пнеумоторакса ово подручје даје само резонантну перкусиону ноту.  
Прекордијални бол у грудима може бити једна од индикација разних болести, укључујући костохондритис и вирусни перикардитис.